# Kryształ doskonały
Kryształ doskonały (ang. perfect crystal) – pojęcie używane w fizyce w kilku znaczeniach.
W termodynamice pojęcie to wprowadził Walther Hermann Nernst. W tym znaczeniu jest to wyidealizowany dla celów rozważań teoretycznych model fizyczny układu termodynamicznego, który ma najmniejszą energię w danym stanie, w związku z tym spełniającego następujące warunki:
- nie ma w nim żadnych defektów sieci krystalicznej
- nie jest zanieczyszczony żadnymi substancjami obcymi ani nie występują w nim żadne obszary innej fazy
- jest nieskończenie duży - tzn. nie ma powierzchni, lub przynajmniej na tyle duży, że można całkowicie pominąć w obliczeniach efekty powierzchniowe.

Ciało takie w temperaturze zera bezwzględnego ma najmniejszą możliwą energię, a stan ten można zrealizować tylko na jeden sposób. Jest to równoważne temu, że w temperaturze zera bezwzględnego kryształ idealny ma entropię równą zero.
Dla kryształu doskonałego Lord Kelvin opracował funkcję uzależniającą temperaturę takiego kryształu od energii kinetycznej drgań jego cząsteczek, która stała się podstawą obliczenia najniższej możliwej temperatury i ustalenia absolutnej skali temperatury Kelvina.
Do kryształu doskonałego odnosi się trzecia zasada termodynamiki.